# Jan Breydel (16e eeuw)
Jan Breydel (Brugge, 1532 - 1605) was burgemeester van de schepenen in Brugge.

## Levensloop
Breydel, die als zovele leden van de familie de voornaam Jan droeg, was een zoon van Jan Breydel (1503-1573), schepen van Brugge in 1537 en 1545, en van Josine Cortsack. Zijn vader was scheepskapitein in dienst van keizer Karel V. 
Hij trouwde in 1559 met Maria van de Velde († 1604), dochter van Jacques. Het echtpaar werd begraven in de Sint-Salvatorkerk.
In de loop van zijn carrière vervulde Jan Breydel verschillende functies:
- voogd van de gevangenis, genaamd de 'Donckerkamer',
- gouverneur van de Bogardenschool,
- lid (1576) en proost (1577) van de Edele Confrérie van het Heilig Bloed,
- lid van de Sint-Jorisgilde van kruisboogschutters (1559).

## Stadsbestuur
Jan Breydel, vanwege zijn vader vaak Jan Breydel de Jonge genoemd, was een actief bestuurder van de stad Brugge. Vanaf 1563 en tot in 1579 was hij regelmatig schepen of thesaurier. 
Tijdens het calvinistisch bestuur (1578-1584) was hij in de eerste fase, tijdens de korte periode van een gemengd katholiek-calvinistisch bestuur, nog aanwezig: in september 1579 werd hij nog tot schepen verkozen, maar het is niet zeker dat hij de ambtsperiode van een jaar volledig uitzat. Rond die tijd verliet hij Brugge, uit vrije wil of uitgewezen. 
Pas vanaf 1584 werd hij weer stadsbestuurder en toen werd hij vooral in de hoogste functies verkozen, die van eerste schepen, van burgemeester van de raadsleden en van burgemeester van de schepenen. Zijn curriculum was als volgt:
- 1563-1564: schepen;
- 1565-1566: schepen;
- 1568-1570: thesaurier;
- 1570-1571: schepen;
- 1571-1574: raadslid;
- 1575-1578: schepen;
- 1578-1579: thesaurier;
- 1579: schepen;
- 1584-1585: eerste schepen;
- 1585-1586: schepen;
- 1586-1587: thesaurier;
- 1587-1580: schepen;
- 1588-1590: burgemeester van de raadsleden;
- 1590-1591: schepen;
- 1593-1595: burgemeester van de schepenen;
- 1596-1597: eerste schepen;
- 1597-1599: burgemeester van de schepenen;
- 1600-maart 1601: schepen.

Op 16 maart 1601 werd Breydel benoemd tot "commis van de impost". Dit winstgevende ambt, in dienst van de hogere overheid, was onverenigbaar met een functie in het stadsbestuur, zodat hij ontslag nam en werd opgevolgd door Jan Parmentier.